# نجا قصيرة القلم
نجا قصيرة القلم (الاسم العلمي:Najas brevistyla) هي نوع من النباتات تتبع جنس النجا من فصيلة الحب المائية.